# Spinotarsus avirostris
Spinotarsus avirostris är en mångfotingart som beskrevs av Kraus 1960. Spinotarsus avirostris ingår i släktet Spinotarsus och familjen Odontopygidae. Inga underarter finns listade i Catalogue of Life.